# Cornelia Jakobs
Cornelia Jakobs, właśc. Anna Cornelia Jakobsdotter Samuelsson (ur. 9 marca 1992 w Sztokholmie) – szwedzka piosenkarka i autorka tekstów. Reprezentantka Szwecji w 66. Konkursie Piosenki Eurowizji (2022).

## Kariera
Pochodzi z muzycznej rodziny, jej babcia była kompozytorką, a ojciec (Jakob Samuel) wokalistą zespołu The Poodles. Przez całe gimnazjum śpiewała w różnych zespołach rockowych. W latach 2008–2011 uczyła się w szkole muzycznej Rytmus Musikergymnasiet.
Karierę muzyczną rozpoczęła w 2008 udziałem w szwedzkiej wersji programu Idol, w którym spotkała się z ostrą krytyką ze strony jurorów, w tym przede wszystkim przez Andersa Bagge. Po tym traumatycznym wydarzeniu przez kolejne dziesięć lat nie odważyła się zagrać na gitarze. W 2010 została członkinią dziewczęcego duetu Love Generation, który brał udział w Melodifestivalen 2011 i Melodifestivalen 2012, a z utworami „Love Generation” oraz „Dance Alone” zajął kolejno 45. oraz 26. miejsce na Sverigetopplistan.
W 2020 skomponowała i wykonała utwór „Weight of the World”, który znalazł się w ścieżce dźwiękowej serialu HBO Nordic Miasto niedźwiedzia. W 2021 współtworzyła utwór „Best of Me”, z którym Efraim Leo uczestniczył w programie Melodifestivalen 2021.
W 2022 wzięła udział w Melodifestivalen 2022 z utworem „Hold Me Closer”, z którym wystąpiła 5 lutego 2022 w pierwszym ćwierćfinale i z pierwszym wynikiem zakwalifikowała się bezpośrednio do finału konkursu. Utwór był typowany w zakładach bukmacherskich do zajęcia pierwszego miejsca w finale programu. 12 marca wygrała finał Melodifestivalen 2022, dzięki czemu została reprezentantką Szwecji w 66. Konkursie Piosenki Eurowizji w Turynie. W finale Melodifestivalen zdobyła największą liczbę głosów jurorskich oraz drugie miejsce w głosowaniu widzów – tuż za Andersem Bagge (ostatecznie zdobywcy drugiego miejsca), który po latach przeprosił Jakobs za swoje zachowanie w Idolu i powiedział, że nie rozumie, dlaczego wówczas nie przepuścił jej do kolejnego etapu programu. 12 maja wystąpiła w drugim półfinale Konkursu Piosenki Eurowizji 2022 i z 1. miejsca awansowała do finału w którym wystąpiła z 20. numerem startowym i zajęła w nim 4. miejsce z wynikiem 438 punktów w tym 258 punktów od jurorów (2. miejsce) oraz 180 punktów od telewidzów (6. miejsce).

## Dyskografia

### Single
| Rok                                                | Tytuł                            | Najwyższe pozycje na listach | Najwyższe pozycje na listach | Najwyższe pozycje na listach | Najwyższe pozycje na listach | Najwyższe pozycje na listach | Najwyższe pozycje na listach | Najwyższe pozycje na listach | Najwyższe pozycje na listach | Najwyższe pozycje na listach | Album |
| Rok                                                | Tytuł                            | SWE                          | FIN                          | NLD                          | IRL                          | ISL                          | LTU                          | NOR                          | SWI                          | UK                           | Album |
| -------------------------------------------------- | -------------------------------- | ---------------------------- | ---------------------------- | ---------------------------- | ---------------------------- | ---------------------------- | ---------------------------- | ---------------------------- | ---------------------------- | ---------------------------- | ----- |
| 2018                                               | „Late Night Stories”             | –                            | –                            | –                            | –                            | –                            | –                            | –                            | –                            | –                            | –     |
| 2018                                               | „All the Gold”                   | –                            | –                            | –                            | –                            | –                            | –                            | –                            | –                            | –                            | –     |
| 2018                                               | „You Love Me”                    | –                            | –                            | –                            | –                            | –                            | –                            | –                            | –                            | –                            | –     |
| 2018                                               | „Animal Island”                  | –                            | –                            | –                            | –                            | –                            | –                            | –                            | –                            | –                            | –     |
| 2018                                               | „Shy Love”                       | –                            | –                            | –                            | –                            | –                            | –                            | –                            | –                            | –                            | –     |
| 2018                                               | „Locked Into You”                | –                            | –                            | –                            | –                            | –                            | –                            | –                            | –                            | –                            | –     |
| 2019                                               | „Hanging On”                     | –                            | –                            | –                            | –                            | –                            | –                            | –                            | –                            | –                            | –     |
| 2020                                               | „Dream Away”                     | –                            | –                            | –                            | –                            | –                            | –                            | –                            | –                            | –                            | –     |
| 2020                                               | „Weight of the World”            | –                            | –                            | –                            | –                            | –                            | –                            | –                            | –                            | –                            | –     |
| 2022                                               | „Hold Me Closer”                 | 1                            | 9                            | 76                           | 38                           | 2                            | 5                            | 15                           | 53                           | 59                           | –     |
| 2022                                               | „Fine”                           | –                            | –                            | –                            | –                            | –                            | –                            | –                            | –                            | –                            | –     |
| 2022                                               | „Rise”                           | –                            | –                            | –                            | –                            | –                            | –                            | –                            | –                            | –                            | –     |
| 2023                                               | „It Takes a Fool to Remain Sane” | 83                           | –                            | –                            | –                            | –                            | –                            | –                            | –                            | –                            | –     |
| 2023                                               | „I Turn to You”                  | –                            | –                            | –                            | –                            | –                            | –                            | –                            | –                            | –                            | –     |
| „–” oznacza, że singel nie był notowany na liście. |                                  |                              |                              |                              |                              |                              |                              |                              |                              |                              |       |